# 三木
三木（みき）は兵庫県三木市の中心部にある地域。かつての兵庫県美嚢郡三木町の行政区域と範囲を同じくする。三木市の文化・経済・商業の中心地である。歴史的には戦国時代の三木城の城下町であり、城主の別所長治と織田信長の命令を受けた羽柴秀吉との三木合戦の舞台となったことで知られる。
なお、一般名詞としての三木や所属自治体との混用を避けるため三木地域（みきちいき）あるいは三木地区（みきちく）と称されることもある。また他の土地に存在する三木との混用を避ける場合においては、所属自治体と同様に旧国名を付して播磨三木地域（はりまみきちいき）と称される場合もある。

## 概要
播磨平野に位置する旧市街地であり、東から西に流れる美嚢川に沿って市街地が形成されており、商業・経済・行政の中心地であるが、近年、商業施設が閑散とし、滑原商店街がシャッター街となっている。歴史は深く、湯の山街道や滑原商店街などの歴史的な町並みが残っており、金物関連の企業が軒を連ねる。また、三木合戦で有名な三木城跡や、毎年10月に三木の秋まつりの舞台となる大宮八幡宮・岩壺神社がある。その一方で、新しく整備された三木山エリアには、三木市役所・三木市文化会館などの公共施設や、兵庫県立三木山森林公園・三木山総合公園があり、市民の憩いの場となっている。その三木山エリアの南には、さつき台と呼ばれる市内で最も新しい新興住宅地がある。

## 住居表示
- 福井（ふくい）
- さつき台（さつきだい）
- 上の丸町（うえのまるちょう）
- 府内町（ふないちょう）
- 芝町（しばまち）
- 本町（ほんまち）
- 末広（すえひろ）

## 沿革
- 1954年6月1日 - 三木町・別所村・細川村・口吉川村と合併し、三木市誕生。
- 1976年7月16日-三木市立金物資料館開館。
- 1978年12月18日-三木市立金物資料館の敷地内に文部省唱歌村の鍛冶屋記念碑が竣工。
- 1982年7月2日-三木市立図書館開館。
- 1986年7月12日-三木市文化会館開館。
- 1999年12月 - さつき台が街開きされる。

## 地理

### 概要
標高40mほどで播磨平野に属しており、全体的に平らであるが、地域の東側は三木山がある。

### 大字
| 郵便番号 | 大字名   |
| -------- | -------- |
| 673-0433 | 福井     |
| 673-0436 | さつき台 |
| 673-0432 | 上の丸町 |
| 673-0415 | 府内     |
| 673-0414 | 芝町     |
| 673-0431 | 本町     |
| 673-0403 | 末広     |

### 山
- 三木山

### 河川
- 美嚢川

## 建築

### 橋
- 上津橋
- 城山橋
- 福有橋
- 末広橋

## 校区

### 小学校
- 三木市立三樹小学校 - 福井(2005番地以上の地番の区域を除く。)、福井1丁目 - 3丁目・末広1丁目 - 3丁目・本町1丁目1番 - 2番・本町1丁目3番、4番の一部・本町2丁目 - 3丁目・上の丸町1番 - 10番・上の丸町11番の一部
- 三木市立三木小学校 - 府内・府内町・芝町・本町1丁目3番、4番の一部、本町1丁目5番 - 7番・上の丸町11番の一部、上の丸町12番 - 14番

### 中学校
- 三木市立三木中学校 - 地区内全域

## 教育

### 小学校
- 三木市立三樹小学校

### 中学校
- 三木市立三木中学校
- 三木市立三木東中学校

## 商業施設
商店街
- 滑原商店街

レストラン
- サイゼリヤ
- 焼肉こさる三木山店

自動車・バイク
- ホンダ
- 岩本輸業
- 日産

　
郵便局
- 三木郵便局

## 公共施設
- 三木市文化会館
- 三木市消防本部
- 三木市立勤労者福祉センター（サンライフ三木）
- 三木市立教育センター
- 三木市立図書館
- 三木市文化会館
- 三木市立堀光美術館
- 三木市立金物資料館

## 病院・福祉施設
- カトレア三木
- みきやま病院

## 寺社・寺院
- 大宮八幡宮
- 雲龍寺
- 金物神社

## 鉄道
- 神戸電鉄粟生線
  - 三木上の丸駅 - 三木駅

## 道路
- 兵庫県道20号加古川三田線
  - 本町バイパス
- 兵庫県道22号神戸三木線
- 兵庫県道23号三木宍粟線
- 兵庫県道38号三木三田線
- 兵庫県道360号正法寺三木停車場線

## 祭事・催事
- みっきいふれあいマラソン
- 三木の秋まつり
- 三木金物まつり
- 別所長治まつり
- 三木夏まつり花火大会　※2009年以降休止中

## メディア

### ケーブルテレビ
- K-CAT eoTV （ケーブルテレビ）
- ケーブルテレビ神戸 （ケーブルテレビ）

### ラジオ
- FMみっきぃ76.1Mhz （株式エフエム三木）

### インターネット
- NTT西日本
- ケイ・オプティコム
- イー・モバイル

### 視聴可能なテレビ局
| リモコンキーID | 放送局名       | アナログ放送 | アナログ放送 | アナログ放送 | デジタル放送 | デジタル放送 | デジタル放送 | 放送区域内世帯数                                                     |
| リモコンキーID | 放送局名       | チャンネル   | 空中線電力   | ERP          | チャンネル   | 空中線電力   | ERP          | 放送区域内世帯数                                                     |
| 1              | NHK神戸総合    | 44           | 100w         | 510w         | 22           | 30w          | 155w         | 三木市の一部世帯 加古川市の一部世帯 小野市の一部世帯 など 約25万世帯 |
| 2              | NHK神戸教育    | 46           | 100w         | 510w         | 13           | 30w          | 155w         | 三木市の一部世帯 加古川市の一部世帯 小野市の一部世帯 など 約25万世帯 |
| 4              | 毎日放送       | 34           | 100w         | 470w         | 16           | 30w          | 165w         | 三木市の一部世帯 加古川市の一部世帯 小野市の一部世帯 など 約25万世帯 |
| 6              | 朝日放送       | 38           | 100w         | 470w         | 15           | 30w          | 165w         | 三木市の一部世帯 加古川市の一部世帯 小野市の一部世帯 など 約25万世帯 |
| 8              | 関西テレビ放送 | 40           | 100w         | 470w         | 17           | 30w          | 165w         | 三木市の一部世帯 加古川市の一部世帯 小野市の一部世帯 など 約25万世帯 |
| 10             | 讀賣テレビ放送 | 42           | 100w         | 470w         | 14           | 30w          | 165w         | 三木市の一部世帯 加古川市の一部世帯 小野市の一部世帯 など 約25万世帯 |
| -------------- | -------------- | ------------ | ------------ | ------------ | ------------ | ------------ | ------------ | -------------------------------------------------------------------- |

※サンテレビジョンは摩耶山親局(アナログ36ch デジタル26ch リモコンIDキー3)の放送区域内であるため設置していない。
※デジタルテレビ放送 （正法寺山より、垂直偏波）

## レジャー・観光
- 三木スケートボードパーグ
- 三木城跡
- 湯の山街道
- 玉置家住宅
- 竹の湯温泉
- 兵庫県立三木山森林公園
- 三木山総合公園

## 出身有名人
- 玉岡かおる-小説家